# Winklarn, Bayern
Winklarn är en köping i Landkreis Schwandorf i Regierungsbezirk Oberpfalz i förbundslandet Bayern i Tyskland.
Köpingen ingår i kommunalförbundet Oberviechtach tillsammans med kommunerna Gleiritsch, Niedermurach och Teunz.